# Gianni Morbidelli
Gianni Morbidelli (Pesaro, Italija, 13. siječnja 1968.) je talijanski vozač automobilističkih utrka.
Giannijev otac Giancarlo Morbidelli bio je osnivač motociklističke tvrtke Morbidelli, koja je postigla izvjestan uspjeh u motociklističkim utrkama. Gianni Morbidelli se počeo utrkivati u kartingu 1980., a 1986. je osvojio EUR-AM prvenstvo. Godine 1989. postaje prvak u talijanskoj Formuli 3 i Formula 3 European Cup prvenstvu. Godine 1990. je osvojio 20 bodova i peto mjesto u ukupnom poretku u Formuli 3000, vozeći za Forti Corse.
U Formuli 1 je nastupao od 1990. do 1997. Prvi bod osvojio je šestim mjestom na VN Australije 1991., kada je u Ferrariju mijenjao Alaina Prosta, dok je najbolji rezultat ostvario na VN Australije 1995. kada je u Footworku završio na trećem mjestu.
Nakon odlaska iz Formule 1, nastupao je u sedam različitih kategorija, a najveći uspjeh je postigao u International Superstars seriji, kada je 2009. i 2013. osvojio naslov prvaka.

## Vanjske poveznice
- Gianni Morbidelli - Stats F1